# هارولد و کومار به وایت کستل می‌روند
هارولد و کومار به وایت کستل می‌روند (انگلیسی: Harold & Kumar Go to White Castle) یک فیلم در ژانر کمدی است که در سال ۲۰۰۴ منتشر شد. داستان این فیلم در مورد دو دوست به نام‌های هارولد و کومار است که تصمیم می‌گیرند به رستوران وایت کستل بروند. سری دوم این فیلم تحت عنوان هارولد و کومار فرار از خلیج گوانتانامو در سال ۲۰۰۸ منتشر شد.

## بازیگران
- جان چو
- کل پن
- پاولا گراچس
- دیوید کرامهولتز
- ادی کی توماس
- کریستوفر ملونی
- مالین اکرمان
- رایان رینولدز
- ایتان امبری
- نیل پاتریک هریس
- آنتونی اندرسون
- بوید بنکس
- بروک اورسی
- کریستوفر تامپسون
- فرد ویلارد
- گری آنتونی ویلیامز
- جیمی کندی
- جان هورویتس
- جوردن پرینتیس
- لوئیس گازمن
- استیو براون
- بابی لی
- داو تیفنباک